# Alexis Vargas
Alexis Abraham Vargas Ramírez (ur. 2003) – meksykański zapaśnik walczący w stylu klasycznym. Złoty medalista mistrzostw panamerykańskich w 2024. Trzeci na mistrzostwach panamerykańskich juniorów w 2023 roku.